# Upper Hutt
Pour les articles homonymes, voir Hutt.
Upper Hutt est une ville de Nouvelle-Zélande située à la pointe sud de l'île du Nord, dans la région de Wellington. Bien que seconde plus grande ville par sa superficie, elle est la «ville» la moins peuplée du pays.

## Géographie
Située à 30 km au nord-est de Wellington, Upper Hutt est au centre de la partie septentrionale de la vallée du Hutt, qui va du nord-est au sud-ouest et se termine au port de Wellington. La vallée s'élargit entre les monts Rimutaka et Akatarawa, formant une plaine large de 2,5 km, avant de redevenir plus étroite 9 km plus loin, à la gorge de Taita, qui sépare Upper Hutt de sa ville voisine, Lower Hutt. La plus grande partie de la zone urbaine de Upper Hutt se situe sur cette même plaine. Il y a une plaine, plus petite, au nord de la gorge de Kaitoke, mais elle est peu développée.
Elle est la seconde ville de Nouvelle-Zélande de par sa superficie, 540 km2, la première étant Dunedin. Elle s'étend des pieds des monts Rimutaka au nord-est à la vallée et les monts Akatarawa au nord et nord-ouest, et atteint presque la Kapiti Coast près de Paekakariki.
Parmi les banlieues (suburbs) de Upper Hutt on trouve Te Marua, Akatarawa, Rimutaka, Parkdale, Emerald Hill, Birchville, Timberlea, Brown Owl, Kaitoke, Maoribank, Upper Hutt Central, Clouston Park, Mangaroa, Maymorn, Whitemans Valley, Totara Park, Kingsley Heights, Elderslea, Wallaceville, Trentham, Heretaunga, Silverstream et Pinehaven.

## Histoire
Upper Hutt est situé dans une région appelée Orongomai par les Maori ; le fleuve qui lui donne son nom s'appelle Heretaunga (aujourd'hui le nom d'une banlieue de la ville). Les premiers habitants de la région sont les Maori de l'iwi Ngai Tara. Plusieurs autres iwi contrôlent la région avant 1840. Lors de l'arrivée des premiers colons Européens elle faisait partie de la rohe de l'iwi Te Atiawa.
Le premier Européen à habiter ce qui est aujourd'hui Upper Hutt est Richard Barton, qui s'installe à Trentham en 1841 dans la région aujourd'hui appelée Barton's Bush. Il divise ses terres et en réserve une grande partie en tant que parc.
La première ligne ferroviaire liant Upper Hutt à Wellington est complétée le 1er février 1877. La ligne est étendue à Kaitoke, dans le nord de la vallée du Hutt, le 1er janvier 1878. Elle croisera les monts Rimutaka et atteindre Featherston dans la Wairarapa le 12 octobre 1878.
Upper Hutt faisait partie du comté de Hutt, créé en 1877. Le Town Board est fondé le 24 avril 1908. Upper Hutt devient borough le 26 février 1926 et ville le 2 mai 1966.
On ajoutera des terres à la ville le 1er avril 1973 (la partie nord des pieds des monts Rimutaka), et le 1er novembre 1988 (Heretaunga-Pinehaven).

## Industrie
Le constructeur automaubile Almac a son siège à Upper Hutt.

## Villes jumelées
- Mesa (États-Unis)[1]